# شی زی
شی زی (به انگلیسی: Xie Zhi) (زادهٔ ۷ مارس ۱۹۸۷) شناگر اهل چین است.